# Dariusz Kubisztal
Dariusz Kubisztal (ur. 11 października 1977 w Tarnowie) – polski piłkarz ręczny grający na pozycji kołowego. Były zawodnik Stali Mielec, w której grał z numerem 11 na koszulce. Brat Macieja, Mariusza i Michała, także piłkarzy ręcznych. W latach 2003–2012 był zawodnikiem Stali Mielec. Przez jeden sezon (2012/2013) zawodnik Czuwaj Przemyśl. W Przemyślu grał z numerem 77. Po sezonie 2012/2013 opuścił Przemyśl i od sezonu 2013/2014 reprezentował klub SPR Tarnów. Od 2016 ponownie reprezentował barwy mieleckiej Stali wracając do Mielca po 4 latach do Mielca na jeden sezon.

## Sukcesy
- Mistrzostwa Polski:  2012 (Tauron Stal Mielec)